# Paul Thorburn
Paul Huw Thorburn (Mönchengladbach, 24 novembre 1962) è un ex rugbista a 15 internazionale per il Galles, bronzo alla prima Coppa del Mondo di rugby nel 1987.

## Biografia
Nato a Mönchengladbach nel complesso militare di Rheindahlen, quartier generale delle forze armate britanniche in Germania Ovest e successivamente studente a Hereford, cittadina inglese al confine col Galles, studiò biologia all'Università di Swansea, giocando dapprima per la squadra d'ateneo e poi per Neath; nel corso del Cinque Nazioni 1985, debuttò per il Galles a Parigi; pur non avendo all'epoca una carriera rilevante alle spalle, fu scelto per la sua precisione al piede dimostrata qualche mese prima con la nazionale B, quando mandò tra i pali cinque piazzati e una trasformazione, per complessivi 17 punti, anche in tale occasione contro la Francia di pari categoria.
Pur nella sconfitta 3-14, fu proprio Thorburn a realizzare gli unici punti per la sua squadra al Parco dei Principi.
Un anno più tardi si rese protagonista di un'impresa non ancora eguagliata: nell'incontro del Cinque Nazioni contro la Scozia a Cardiff, calciò tra i pali e realizzò un piazzato da circa 11 m all'interno della metà campo gallese, per una gittata complessiva di poco più di 64 m.
Tale distanza è al 2022 la più lunga dalla quale un calcio fermo è stato realizzato a livello internazionale.
Nel 1987 prese parte alla Coppa del Mondo 1987 in Nuova Zelanda, l'edizione inaugurale di tale torneo: il Galles fu l'unica delle quattro britanniche a giungere alla semifinale e, successivamente, a conquistare il terzo posto grazie anche a suoi dieci punti, tra cui i due proprio allo scadere, con cui la sua squadra batté l'Australia nella finale di consolazione.
Nel 1989 divenne il 100º capitano della nazionale, carica che mantenne per due anni fino al ritiro dopo il tour in Australia del 1991 a seguito della sconfitta gallese per 3-63 a Brisbane contro gli Wallabies.
Al momento del ritiro era il miglior marcatore internazionale del Galles con 307 punti.
Dopo il termine dell'attività agonistica assunse ruoli dirigenziali nel settore della ricerca farmaceutica presso la Glaxo, e ricoprì anche incarichi sportivi, come responsabile dello sviluppo presso la franchise gallese dell'Ospreys e direttore della Coppa del Mondo 1999 della quale proprio il Galles fu Paese organizzatore.
Nel 2018, in occasione di un evento di beneficenza, donò per la messa all'asta le sue scarpe da gioco Adidas con cui disputò l'incontro nel quale realizzò il calcio piazzato record contro la Scozia.